# Сленг футбольных хулиганов

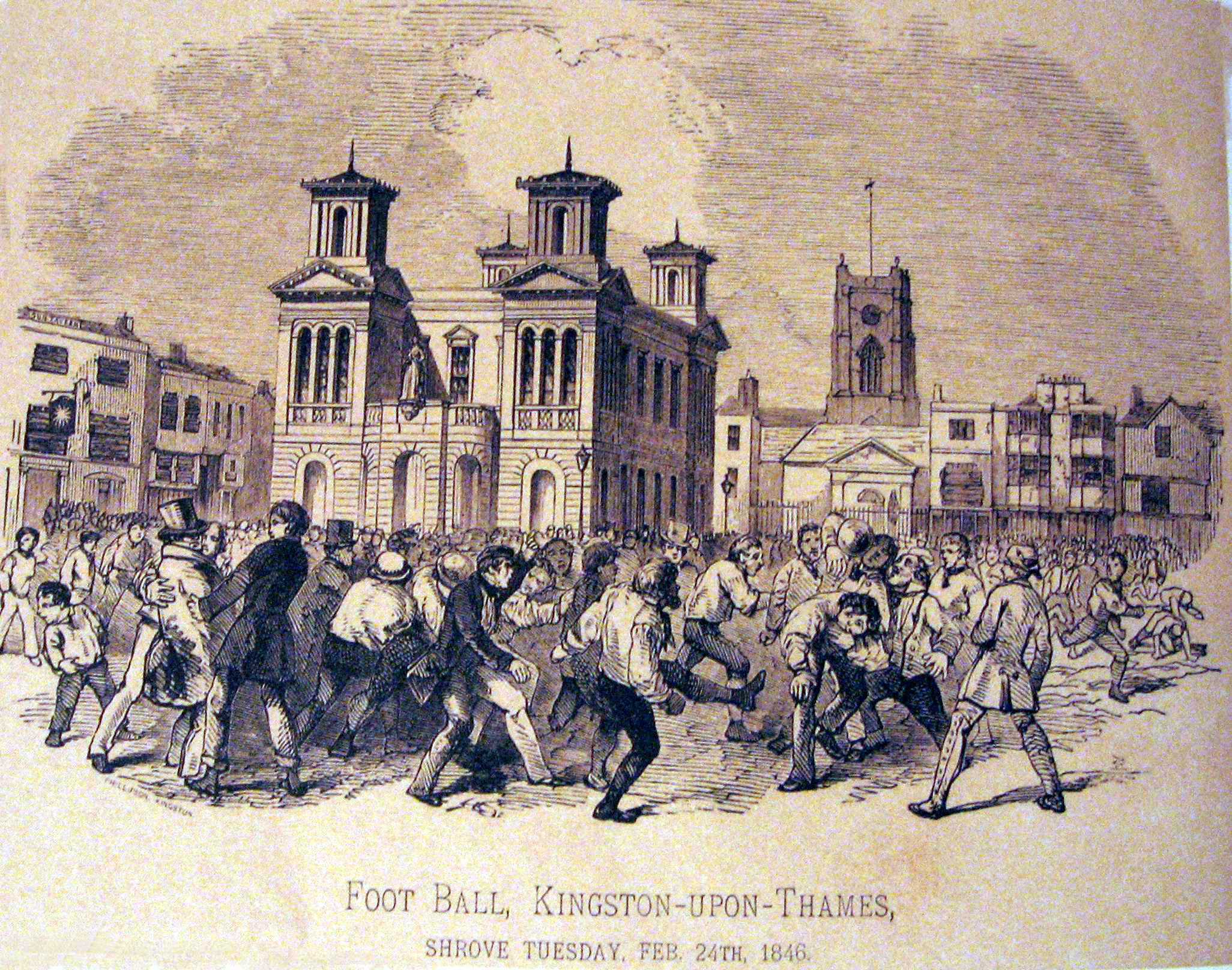
После футбольного матча. 1846 год. Город Кингстон-на-Темзе, Англия. (Гравюра)

## Развитие сленга — история и современность
Сленг футбольных хулиганов в настоящий момент окончательно не сформировался и находится в процессе создания. С другой стороны, словарный запас находится в таком состоянии, что незнакомому с данной субкультурой и её языком человеку будет крайне затруднительно понять смысл разговора на данном сленге — по причине наличия у многих слов дополнительной смысловой нагрузки и из-за отсутствия знания точной ситуации в мире данной субкультуры.
Первые в русскоязычной среде попытки анализа и систематизирования сленга футбольных хулиганов появились в начале 1998 года, привлекая внимание определённой части общественности к данному аспекту субкультуры футбольных фанатов. Сленг футбольных хулиганов развивался как форма противостояния официальной культуре, равно как и вся молодёжная субкультура является протестом официальной идеологии, нормам поведения, одежды и речи. Определенный процент слов глоссария футбольных хулиганов является переводной калькой или заимствованием из английского языка (от самого обозначения футбольного движения и оканчивая названиями очень многих фанатских группировок), придя в русский сленг, в основном, из переводов статей фанзинов («Ultra News», «РФВ», «Bulldog») и другой прессы. Многие слова имеют русскоязычные корни, однако же, изменившие свою форму или приобретя новое значение, в большой степени отличающееся от первоначального. Все слова, обозначающие коллективные практики и все, связанное с ними, — русские. Как правило, создание новых слов не происходит, а расширение словарного запаса происходит за счет появления у тех или иных единиц речи нового смысла, часто варьирующегося в зависимости от событийного.

## Цель сленга и его проблематика
Целью появления фанатского сленга можно обозначить следующее — выделить и обособить фан-движение от остального мира, установить некоторый критерий деления на «своих» и «чужих». Развитие данного элемента субкультуры, однако же, может повлечь за собой появление дополнительных проблем и нежелательных последствий в виде затруднений социальной акклиматизации в субкультуре новых участников из-за сложности общения. Поэтому в разговоре активно используется то, что можно назвать «языком улиц» — жаргонным языком общения, распространенным гораздо шире в данной социальной среде.